# 3449 Абелл
3449 Абелл (1978 VR9, 1983 TQ1, 3449 Abell) — астероїд головного поясу, відкритий 7 листопада 1978 року.
Тіссеранів параметр щодо Юпітера — 3,208.